# Nederland op de Olympische Zomerspelen 1936

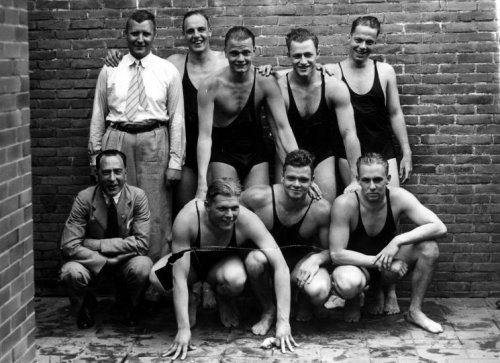
Het Nederlands waterpoloteam

Nederland nam deel aan de Olympische Zomerspelen 1936 in Berlijn, Duitsland. Schoonspringer Hans Haasmann en zwemmer Piet Stam deden dit jaar mee aan de Spelen en waren de enige Nederlandse afgevaardigden ooit die uit Nederlands-Indië kwamen. Zwemmer Bertus Mooi Wilten was ook geboren in Nederlands-Indië, maar hij woonde al enige tijd voor de Spelen in Nederland.

## Medailles
| Sport        | Olympiër                                                  | Discipline               | Medaille |
| ------------ | --------------------------------------------------------- | ------------------------ | -------- |
| Wielrennen   | Arie van Vliet                                            | 1000 m tijdrit (m)       | Goud     |
| Zwemmen      | Rie Mastenbroek                                           | 100 m vrij (v)           | Goud     |
| Zwemmen      | Rie Mastenbroek                                           | 400 m vrij (v)           | Goud     |
| Zwemmen      | Nida Senff                                                | 100 m rug (v)            | Goud     |
| Zwemmen      | Willy den Ouden Rie Mastenbroek Jopie Selbach Tini Wagner | 4x100 m vrij (v)         | Goud     |
| Zeilen       | Daan Kagchelland                                          | Olympiajollen (m)        | Goud     |
|              |                                                           |                          |          |
| Paardensport | Jan de Bruine Johan Greter Henri van Schaik               | springconcours team (m)  | Zilver   |
| Wielrennen   | Arie van Vliet                                            | sprint (m)               | Zilver   |
| Wielrennen   | Bernard Leene Hendrik Ooms                                | 2.000 m tandem (m)       | Zilver   |
| Zwemmen      | Rie Mastenbroek                                           | 100 m rug (v)            | Zilver   |
|              |                                                           |                          |          |
| Atletiek     | Tinus Osendarp                                            | 100 m (m)                | Brons    |
| Atletiek     | Tinus Osendarp                                            | 200 m (m)                | Brons    |
| Hockey       | Olympisch team                                            | mannen                   | Brons    |
| Kanoën       | Jaap Kraaier                                              | K1 1000 m (m)            | Brons    |
| Kanoën       | Nico Tates Wim van der Kroft                              | K2 1000 m (m)            | Brons    |
| Kanoën       | Kees Wijdekop Piet Wijdekop                               | vouwkajak K2 10.000m (m) | Brons    |
| Zeilen       | Willem de Vries Lentsch sr. Bob Maas                      | Star-klasse (m)          | Brons    |

## Overzicht per sport
| Sport            | Deelnemers | Goud | Zilver | Brons | Totaal |
| ---------------- | ---------- | ---- | ------ | ----- | ------ |
| Atletiek         | 18         |      |        | 2     | 2      |
| Boksen           | 8          |      |        |       | '      |
| Hockey           | 12         |      |        | 1     | 1      |
| Kanovaren        | 9          |      |        | 3     | 3      |
| Moderne vijfkamp | 3          |      |        |       | '      |
| Paardensport     | 9          |      | 1      |       | 1      |
| Roeien           | 11         |      |        |       | '      |
| Schermen         | 11         |      |        |       | '      |
| Schietsport      | 4          |      |        |       | '      |
| Schoonspringen   | 1          |      |        |       | '      |
| Waterpolo        | 9          |      |        |       | '      |
| Wielrennen       | 11         | 1    | 2      |       | 3      |
| Zeilen           | 8          | 1    |        | 1     | 2      |
| Zwemmen          | 14         | 4    | 1      |       | 5      |
| Totaal           | 128        | 6    | 4      | 7     | 17     |

## Resultaten per onderdeel

### Atletiek
| Olympiër                                                   | Discipline             | Resultaat    | Prestatie |
| ---------------------------------------------------------- | ---------------------- | ------------ | --- |
| Chris Berger                                               | 100m (m)               | kwartfinale  | serie: 10,8 (1e tijd) KF: 11,02 (5e tijd) |
| Wil van Beveren                                            | 100m (m)               | Halve finale | serie: 10,8 (1e tijd) KF: 10,7 (3e tijd) HF: 10,8 (5e tijd) |
| Wil van Beveren                                            | 200m (m)               | 6e           | serie: 21,4 (1e tijd) KF: 21,7 (1e tijd) HF: 21,5 (3e tijd) finale: 21,9 |
| Tinus Osendarp                                             | 100m (m)               | Brons        | serie: 10,5 (1e tijd) KF: 10,6 (2e tijd) HF: 10,6 (2e tijd) finale: 10,5 |
| Tinus Osendarp                                             | 200m (m)               | Brons        | serie: 21,7 (1e tijd) KF: 21,3 (2e tijd) HF: 21,5 (2e tijd) finale: 21,3 |
| Tjeerd Boersma Wil van Beveren Chris Berger Tinus Osendarp | 4x100m (m)             | -            | serie: 41,3 (1e tijd) finale: gediskwalificeerd |
| Anton Toscani                                              | 50 km snelwandelen (m) | 10e          | 4:42.59,4 |
| Jan Brasser                                                | hoogspringen (m)       | kwalificatie | kwalificatie: 1,85m |
| Jan Brasser                                                | tienkamp (m)           | 5e           | 7046 punten eindtotaal 0686 punten 100m (11,6) 0723 punten verspringen (6,69m) 0764 punten kogelstoten (13,49m) 0909 punten kogelstoten (1,90m) 0791 punten 400m (51,5) 0749 punten 110m horden (16,2) 0695 punten discuswerpen (39,45m) 0652 punten polsstokhoogspringen (3,40m) 0696 punten speerwerpen (55,75m) 0381 punten 1500m (5.06,0) |
| Gerard Carlier                                             | hoogspringen (m)       | kwalificatie | kwalificatie: 1,80m |
| Marten Klasema                                             | verspringen (m)        | kwalificatie | kwalificatie: uitgeschakeld |
| Marten Klasema                                             | hink-stap-springen (m) | 15e          | kwalificatie: gekwalificeerd finale:-, 14,43m, 14,55m |
| Jaap van der Poll                                          | speerwerpen (m)        | 16e          | kwalificatie: gekwalificeerd finale: 56,25m |
| Hans Houtzager                                             | kogelslingeren (m)     | kwalificatie | kwalificatie: niet gekwalificeerd |
|                                                            |                        |              | |
| Lies Koning                                                | 100m (v)               | serie        | serie: 12,9 (3e tijd) |
| Ali de Vries                                               | 100m (v)               | serie        | serie: 12,9 (3e tijd) |
| Kitty ter Braake                                           | 80m horden (v)         | 5e           | serie: 12,0 (3e tijd) HF: 11,8 (1e tijd) finale: 11,8 |
| Agaath Doorgeest                                           | 80m horden (v)         | serie        | serie: (5e tijd) |
| Kitty ter Braake Fanny Koen Ali de Vries Lies Koning       | 4x100m (v)             | 5e           | serie: 48,4 (3e tijd) finale: 48,8 |
| Fanny Koen                                                 | hoogspringen (v)       | 6e           | 1,55m |
| Tini Koopmans                                              | hoogspringen (v)       | 14e          | 1,40m |
| Tini Koopmans                                              | discuswerpen (v)       | 16e          | 30,03m, 33,50m, 33,20m |
| Ans Niesink                                                | discuswerpen (v)       | 7e           | 34,03m, 35,21m, 32,64m |
| Gien de Kock                                               | speerwerpen (v)        | 8e           | 36,93m, 34,77m, 35,03. |

### Boksen
| Olympiër         | Discipline           | Resultaat   | Prestatie                                                                                               |
| ---------------- | -------------------- | ----------- | --- |
| Tinus Lambillion | vlieggewicht (m)     | 1/16F       | 1/16F: verloor van Gavino Matta Italië                                                                  |
| Frans de Moor    | bantamgewicht (m)    | 1/16F       | 1/16F: verloor van Alfredo Petrone Uruguay                                                              |
| Jan Nicolaas     | vedergewicht (m)     | 1/8F        | 1/16F: versloeg Sabino Islas Mexico 1/8F: verloor van Charles Catterall Zuid-Afrika                     |
| André Rasenberg  | lichtgewicht (m)     | 1/16F       | 1/16F: verloor van Kosta Hakim Egypte                                                                   |
| Hens Dekkers     | weltergewicht (m)    | kwartfinale | 1/16F: vrijgeloot 1/8F: versloeg Gaspard Deridder België KF: verloor van Michael Murach Duitsland       |
| Tin Dekkers      | middengewicht (m)    | kwartfinale | 1/16F: vrijgeloot 1/8F: versloeg Gunnar Andreasen Denemarken KF: verloor van Raúl Villarreal Argentinië |
| Wim Fock         | halfzwaargewicht (m) | 1/8F        | 1/16F: versloeg Wang Yunlan Republiek China 1/8F: verloor van Børge Holm Denemarken                     |
| Ab van Bemmel    | zwaargewicht (m)     | 1/16F       | 1/16F: verloor van Vincent Stuart Groot-Brittannië                                                      |

### Hockey
| Olympiër | Discipline | Resultaat | Prestatie |
| --- | ---------- | --------- | --- |
| Henk de Looper Jan de Looper Agathon de Roos Rein de Waal Pieter Gunning Carl Heijbroek Hans Schnitger René Sparenberg Ernst van den Berg Rudolf van der Haar Antoine van Lierop Max Westerkamp | mannen     | Brons     | voorronde groep C 3-1 Nederland - Frankrijk 4-1 Nederland - Zwitserland 2-2 Nederland - België halve finale 0-3 Nederland - Duitsland om brons 4-3 Nederland - Frankrijk |

### Kanovaren
| Olympiër                                     | Discipline                | Resultaat | Prestatie                    |
| -------------------------------------------- | ------------------------- | --------- | ---------------------------- |
| Jaap Kraaier                                 | K-1 500m (m)              | Brons     | serie: 4.36,5 finale: 4.35,1 |
| Ko van Tongeren                              | K-1 10.000m (m)           | 4e        | finale: 47.31,0              |
| Jan Vrolijk                                  | vouwkajak K-1 10.000m (m) | 9e        | finale: 54.05,9              |
| Nicolaas Tates Wim van der Kroft             | K-2 1000m (m)             | Brons     | serie: 4.22,2 finale: 4.22,2 |
| Gerardus Gijsbertus Siderius Henk Starreveld | K-2 10.000m (m)           | 5e        | finale: 45.12,5              |
| Kees Wijdekop Piet Wijdekop                  | vouwkajak K-1 10.000m (m) | Brons     | finale: 46.12,4              |

### Moderne vijfkamp
| Olympiër           | Discipline           | Resultaat  | Prestatie |
| ------------------ | -------------------- | ---------- | --- |
| Alexander van Geen | Moderne vijfkamp (m) | 18e plaats | Paardrijden: 12e plaats Schermen: 20e plaats Schieten: 13e plaats Zwemmen: 26e plaats Hardlopen: 28e plaats Totaal 101,5 punten |
| Josephus Serré     | Moderne vijfkamp (m) | 27e plaats | Paardrijden: 21e plaats Schermen: 34e plaats Schieten: 30e plaats Zwemmen: 21e plaats Hardlopen: 11e plaats Totaal 117,5 punten |
| Josephus Serré     | Moderne vijfkamp (m) | 27e plaats | Paardrijden: 19e plaats Schermen: 24e plaats Schieten: 13e plaats Zwemmen: 25e plaats Hardlopen: 35e plaats Totaal 117,5 punten |

### Paardensport
| Olympiër                                                       | Discipline          | Resultaat | Prestatie |
| -------------------------------------------------------------- | ------------------- | --------- | --- |
| Daniël Adolf Camerling Helmolt op Wodan                        | dressuur (m)        | 21e       | 1381,0 punten |
| Gerard le Heux op Zonnetje                                     | dressuur (m)        | 19e       | 1422,0 punten |
| Pierre Versteegh op Ad Astra                                   | dressuur (m)        | 8e        | 1579,0 punten |
| Daniël Adolf Camerling Helmolt Gerard le Heux Pierre Versteegh | dressuur team (m)   | 5e        | 4382,0 punten |
| Eddy Kahn op Espoir                                            | eventing (m)        | 13e       | 109,80 foutpunten dressuur: (4e) 78,00 foutpunten uithoudingsproef (14e) 30,00 foutpunten springconcours (22e) 217,80 foutpunten eindtotaal |
| Charles Pahud de Mortanges op Mädel wie Du                     | eventing (m)        | -         | 116,90 foutpunten dressuur: (9e) uitgevallen uithoudingsproef                                                                               |
| Christiaan Tonnet op Herlekijn                                 | eventing (m)        | -         | 121,10 foutpunten dressuur: (11e) uitgevallen uithoudingsproef                                                                              |
| Eddy Kahn Charles Pahud de Mortanges Christiaan Tonnet         | eventing team (m)   | -         | geen drie geklasseerde combinaties |
| Jan de Bruine op Trixie                                        | springconcours (m)  | 11e       | 15 strafpunten |
| Johan Greter op Ernica                                         | springconcours (m)  | 6e        | 12 strafpunten |
| Henri van Schaik op Santa Bell                                 | springconcours (m)  | 23e       | 24,50 strafpunten |
| Jan de Bruine Johan Greter Henri van Schaik                    | springconcours team | Zilver    | 51,50 strafpunten |

### Roeien
| Olympiër                                                          | Discipline               | Resultaat  | Prestatie                                            |
| ----------------------------------------------------------------- | ------------------------ | ---------- | ---------------------------------------------------- |
| Hans ten Houten                                                   | skiff (m)                | herkansing | serie: 7.42,9 (4e tijd) herkansing: 7.48,6 (4e tijd) |
| Willem Jens Jan Kramer                                            | twee-zonder-stuurman (m) | 9e         | serie: 7.48,0 (5e tijd) HF: 9.25,4 (2e tijd)         |
| Karel Hardeman Ernst de Jonge Hans van Walsem                     | twee-met-stuurman        | 8e         | serie: 7.56,9 (6e tijd) HF: 9.03,1 (2e tijd)         |
| Hotse Bartlema Flip Regout Mak Schoorl Simon de Wit               | vier-zonder-stuurman     | 9e         | serie: 6.46,0 (4e tijd)                              |
| Hotse Bartlema Flip Regout Mak Schoorl Simon de Wit Gerard Hallie | vier-met-stuurman (m)    | 4e         | serie: 6.59,0 (1e tijd) finale: 7.34,7               |

### Schermen
| Olympiër                                                                       | Discipline             | Resultaat      | Prestatie                                                         |
| ------------------------------------------------------------------------------ | ---------------------- | -------------- | ----------------------------------------------------------------- |
| Paul Kunze                                                                     | Floret individueel (m) | Niet geplaatst | Eerste ronde 2 punten                                             |
| Willem Driebergen                                                              | Degen individueel (m)  | Niet geplaatst | Eerste ronde 11 punten Tweede ronde 6 punten                      |
| Cornelis Weber                                                                 | Degen individueel (m)  | Niet geplaatst | Eerste ronde 6 punten Tweede ronde 4 punten                       |
| Nicolaas van Hoorn                                                             | Degen individueel (m)  | Niet geplaatst | Eerste ronde 6 punten                                             |
| Nicolaas van Hoorn Jan Schepers Willem Driebergen Cornelis Weber               | Degen team (m)         | Niet geplaatst | Eerste ronde 2 punten Tweede ronde 2 punten                       |
| Pieter van Wieringen                                                           | Sabel individueel (m)  | Niet geplaatst | Eerste ronde 6 punten Tweede ronde 6 punten Halve finale 2 punten |
| Antonius Montfoort                                                             | Sabel individueel (m)  | Niet geplaatst | Eerste ronde 8 punten Tweede ronde 4 punten                       |
| Frans Mosman                                                                   | Sabel individueel (m)  | Niet geplaatst | Eerste ronde 8 punten Tweede ronde 2 punten                       |
| Ate Faber Antonius Montfoort Frans Mosman Pieter van Wieringen Jacob Schriever | Sabel team (m)         | Niet geplaatst | Eerste ronde 2 punten Tweede ronde 2 punten Halve finale 0 punten |
|                                                                                |                        |                |                                                                   |
| Toos van der Klaauw                                                            | Floret individueel (v) | Niet geplaatst | Eerste ronde 6 punten Tweede ronde 4 punten                       |

### Schietsport
| Olympiër              | Discipline                          | Resultaat      | Prestatie                |
| --------------------- | ----------------------------------- | -------------- | ------------------------ |
| Dirk van den Bosch    | Snelvuurpistool 25 m (m)            | niet geplaatst | Eerste ronde: <18 punten |
| Jan Hendrik Brussaard | Kleinkalibergeweer 50 m liggend (m) | 51e plaats     | 287 punten               |
| Christiaan Both       | Kleinkalibergeweer 50 m liggend (m) | 51e plaats     | 287 punten               |
| Tieleman Vuurman      | Kleinkalibergeweer 50 m liggend (m) | 60e plaats     | 282 punten               |

### Schoonspringen
| Olympiër      | Discipline        | Resultaat | Prestatie      |
| ------------- | ----------------- | --------- | -------------- |
| Hans Haasmann | 3 meter plank (m) | 15e       | Totaal: 111.44 |

### Waterpolo
| Olympiër | Discipline | Resultaat | Prestatie |
| --- | ---------- | --------- | --- |
| Kees van Aelst Lex Franken Ru den Hamer Jan Hijko van Heteren Hans Maier Soesoe van Oostrom Soede Gé Regter Herman Veenstra Joop van Woerkom | mannen     | 5e        | Eerste ronde 3-2 Nederland - Verenigde Staten 1-1 Nederland - België 1-2 Nederland - Uruguay Halve finale ronde 4-4 Nederland - Groot-Brittannië 0-8 Nederland - Hongarije resultaat tegen België meegenomen om plaats 5/8 5-4 Nederland - Oostenrijk 4-3 Nederland - Zweden resultaat tegen Groot-Brittannië meegenomen |

### Wielrennen
| Olympiër                                                           | Discipline                    | Resultaat   | Prestatie |
| ------------------------------------------------------------------ | ----------------------------- | ----------- | --- |
| Arie van Vliet                                                     | sprint (m)                    | Zilver      | 1/16: versloeg Doug Peace Canada 1/8F: versloeg Ferry Dusika Oostenrijk KF: versloeg Dunc Gray Australië HF: versloeg Louis Chaillot Frankrijk finale: verloor van Toni Merkens Duitsland 0-2                              |
| Arie van Vliet                                                     | 1000m tijdrit (v)             | Goud        | 1.12,0 |
| Bernard Leene Hendrik Ooms                                         | 200m tandem (m)               | Zilver      | 1/8F: versloegen Fritz Ganz & Karl Burkhart Zwitserland KF: versloegen Ernest Chambers & John Sibbit Groot-Brittannië HF: versloegen Bruno Loatti & Carlo Legutti Italië finale: verloren van Carl Lorenz & Ernst Ihbe 0-2 |
| Chris Kropman Ben van der Voort Gerrit van Wees Adrie Zwartepoorte | 4 km ploegenachtervolging (m) | ronde 1     | ronde 1: verloren van Verenigde Staten |
| Nico Gageldonk                                                     | wegwedstrijd (m)              | gedeeld 16e | 2:33.08,0 |
| René van Hove                                                      | wegwedstrijd (m)              | -           | buiten de tijd binnengekomen |
| Gerrit Schulte                                                     | wegwedstrijd (m)              | -           | buiten de tijd binnengekomen |
| Flip Vethaak                                                       | wegwedstrijd (m)              | -           | buiten de tijd binnengekomen |
| Nico Gageldonk René van Hove Gerrit Schulte Flip Vethaak           | team                          | -           | drie deelnemers buiten de tijd binnengekomen |

### Zeilen
| Olympiër                                                                        | Discipline     | Resultaat | Prestatie                                          |
| ------------------------------------------------------------------------------- | -------------- | --------- | -------------------------------------------------- |
| Daan Kagchelland                                                                | Olympiajol (g) | Goud      | 163 punten (22, 25, 25, 20, 24, 25, 22)            |
| Bob Maas Willem de Vries Lentsch                                                | star (g)       | Brons     | 63 punten (- , 11, 9, 10, 12, 11, 10)              |
| Joop Carp Ansco Dokkum Kees Jonker Herman Carel Looman Ernst Octavianus Moltzer | 6m R-klasse    | 8e        | 42 punten (8, 5, 9, 4, -, 5, 8, 7, 6, 3, 10, 4, 9) |

### Zwemmen
| Olympiër                                                  | Discipline      | Resultaat | Prestatie                                                                 |
| --------------------------------------------------------- | --------------- | --------- | ------------------------------------------------------------------------- |
| Bertus Mooi Wilten                                        | 100m vrij (m)   | serie     | serie 2: 1.03,4 (6e tijd)                                                 |
| Piet Stam                                                 | 100m vrij (m)   | serie     | serie 7: 1.01,3 (4e tijd)                                                 |
| Piet Stam                                                 | 400m vrij (m)   | serie     | serie 6: 5.07,8 (3e tijd)                                                 |
| Piet Metman                                               | 100m rug (m)    | 15e       | serie 5: 1.13,7 (3e tijd) HF 2: 1.14,1 (8e tijd)                          |
| Stans Scheffer                                            | 100m rug (m)    | serie     | serie 2: 1.13,6 (4e tijd)                                                 |
|                                                           |                 |           |                                                                           |
| Rie Mastenbroek                                           | 100m vrij (v)   | Goud      | serie 1: 1.06,4 OR (1e tijd) HF 1: 1.06,4 =OR (1e tijd) finale: 1.05,9 OR |
| Rie Mastenbroek                                           | 400m vrij (v)   | Goud      | serie 5: 5.38,6 (1e tijd) HF 1: 5.40,3 (1e tijd) finale: 5.26,4 OR        |
| Rie Mastenbroek                                           | 100m rug (v)    | Zilver    | serie 3: 1.22,0 (2e tijd) HF 2: 1.19,1 (1e tijd) finale: 1.19,2           |
| Willy den Ouden                                           | 100m vrij (v)   | 4e        | serie 2: 1.08,1 (1e tijd) HF 2: 1.06,7 (2e tijd) finale: 1.07,6           |
| Tini Wagner                                               | 100m vrij (v)   | 5e        | serie 3: 1.08,9 (2e tijd) HF 1: 1.08,6 (4e tijd) finale: 1.08,1           |
| Tini Wagner                                               | 400m vrij (v)   | 7e        | serie 2: 5.57,5 (1e tijd) HF 1: 5.45,9 (4e tijd) finale: 5.46,0           |
| Annie Timmermans                                          | 400m vrij (v)   | 12e       | serie 3: 5.42,5 (2e tijd) HF 2: 5.49,4 (6e tijd)                          |
| Nida Senff                                                | 100m rug (v)    | Goud      | serie 1: 1.16,6 OR (1e tijd) HF 1: 1.17,1 (1e tijd) finale: 1.18,9        |
| Dini Kerkmeester                                          | 100m rug (v)    | 8e        | serie 2: 1.21,2 (2e tijd) HF 2: 1.21,3 (4e tijd)                          |
| Jenny Kastein                                             | 200m school (v) | 7e        | serie 2: 3.07,8 (2e tijd) HF 1: 3.09,7 (4e tijd) finale: 3.12,8           |
| Jopie Waalberg                                            | 200m school (v) | 4e        | serie 1: 3.10,4 (3e tijd) HF 2: 3.09,2 (2e tijd) finale: 3.09,5           |
| Jo Stroomberg                                             | 200m school (v) | serie     | serie 4: 3.22,5 (5e tijd)                                                 |
| Rie Mastenbroek Willy den Ouden Jopie Selbach Tini Wagner | 4x100m vrij (v) | Goud      | HF 1: 4.38,1 (1e tijd) finale: 4.36,0 OR                                  |